# Selectividad (examen)

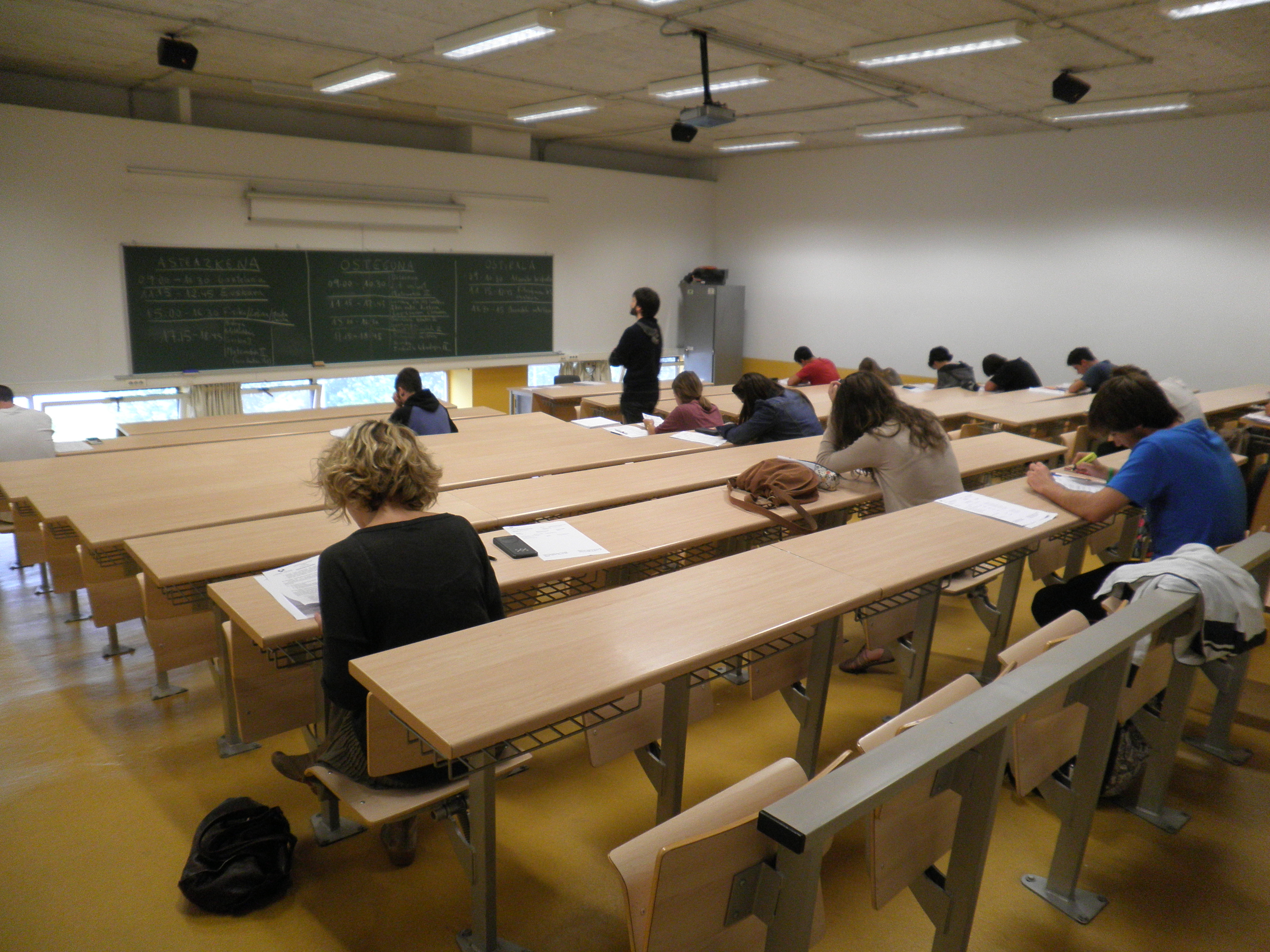
Estudiantes realizando la prueba de selectividad en San Sebastián en 2012

El examen de selectividad es una prueba escrita que se realiza a los estudiantes que desean acceder a ciclos o a estudios de universidad o a ciclos formativos en universidades públicas y privadas de España. Dicho examen forma parte de la Evaluación para el Acceso a la Universidad (que toma otros nombres dependiendo de la comunidad autónoma) en los que, además de la selectividad, computan los dos cursos de bachillerato. Adicionalmente, los alumnos de CFGS (ciclos formativos de grado superior) pueden realizar la fase específica de dichas pruebas con el fin de acceder a titulaciones con limitación de plazas.
El examen constaba, hasta su reforma en 2010, como mínimo de 20 pruebas escritas. A partir del curso 2009/2010 se estructura en dos fases, una fase general obligatoria compuesta de 4 ejercicios (5 en el caso de las comunidades autónomas en donde haya lenguas cooficiales), y una fase específica voluntaria de un máximo de 4 ejercicios (o 3 en el caso de algunas comunidades), de los cuales solo computan los dos que proporcionen mejor nota de admisión, una vez aplicadas las ponderaciones fijadas para el grado que se quiere estudiar.
El examen se realiza en la universidad a la que esté adscrito el centro de estudios donde se cursaron los estudios de secundaria, generalmente durante tres días de mediados de junio en la convocatoria ordinaria, y de septiembre o julio en algunas comunidades en la extraordinaria, a la que el alumno se podía presentar en caso de no haber superado la primera o en caso de querer subir nota. Para poder acceder a la universidad es necesario aprobar la selectividad y, en función de la nota obtenida en la EBAU, el alumno puede escoger la carrera universitaria con límite de plazas que quiera cursar en función de la nota de corte, la cual es orientativa para los estudiantes y es delimitada teniendo en cuenta la nota del último estudiante que consiguió entrar a ese grado en la primera asignación de plazas, realizada en el mes de julio. Las notas de corte no las fijan las universidades, sino que en función de la demanda de esos estudios y las calificaciones obtenidas por los estudiantes que previamente se habían preinscrito a esa carrera universitaria, estas notas pueden subir o bajar. Es decir, la nota de corte no es necesariamente la nota requerida para ingresar en los estudios seleccionados, pero es una guía para el alumnado con respecto a la demanda de estos mismos.

## Orígenes
La selección del alumnado universitario mediante un examen de ingreso fue una medida propugnada por Manuel Ortega Pérez y otros institucionistas, especialmente a lo largo de las dos últimas décadas del siglo XIX, para poder efectuar la acuciante reforma del obsoleto proceder de evaluación seguido en la enseñanza superior, así como para dotar de seriedad a los estudios universitarios y de homogeneidad a los estudiantes que accedían a las facultades.
Siguiendo estas indicaciones, se promulgó entre 1898 y 1902 por sucesivos ministros, primero de Fomento y luego de Instrucción Pública, una serie de disposiciones encaminadas a introducir dicho examen. Este trabajo analiza la génesis de esta normativa, su puesta en práctica y su derogación, situándolas en el contexto de la reforma educativa nacida del arrebato pedagógico originado por el Desastre, así como en el de la conflictividad social y estudiantil de la España del cambio de siglo.

### Introducción
La estructura universitaria española, configurada por los moderados a mediados de los años cincuenta del siglo XIX, experimentó una progresiva esclerosis a lo largo de la Restauración. La normativa legal de diverso alcance promulgada desde 1875 hasta 1898, aunque cuantiosa, no varió significativamente el panorama del sistema educativo superior. Cierto es que los períodos de presencia liberal en el ministerio de Fomento permitieron materializar algunas de las reformas educativas propugnadas por los institucionistas; pero en 1898, a pesar de que hasta esa fecha no fueron pocos los ministros de Fomento y directores de Instrucción Pública relacionados de alguna u otra forma con la Institución Libre de Enseñanza, todavía seguían sin abordarse legislativamente gran parte de los problemas fundamentales de la Universidad.
La conmoción del 98 supuso, en todos los niveles de la enseñanza, el impulso para la realización de una serie de medidas largamente reclamadas. El arrebato pedagógico desencadenado por el Desastre impulsó una tarea legislativa compleja que se prolongaría durante las primeras décadas del siglo XX. El comienzo de dicho esfuerzo puede dividirse en dos momentos: el primero, que se correspondió con la labor del entonces ministro de Fomento, Germán Gamazo, a lo largo de septiembre y octubre de 1898, tuvo un carácter muy precipitado y un efecto efímero; el segundo, en cambio, que se extendió de 1900 a 1902 y que abarcó la actividad de los dos primeros ministros de Instrucción Pública —García Alix y el conde de Romanones—, sentó ya las bases de algunas de las realizaciones fundamentales en el terreno educativo de las décadas siguientes.
En lo referente a la enseñanza superior, una de las normativas más controvertidas durante estos dos primeros momentos, cuyo estudio puede permitirnos esclarecer algunos de los entresijos del arraigo legislativo del institucionismo a partir de la crisis del 98, fue la legislación sobre el examen de ingreso en las Facultades; la cual ha pasado hasta ahora prácticamente inadvertida en los trabajos dedicados a la historia de la educación superior durante la Restauración, incluso de las de más reciente factura. Sin embargo el seguimiento de los avatares de este examen permite sacar a la luz una valiosa información sobre la forma en que incidía la opinión de los expertos en la legislación universitaria, la manera en que se producían las continuas modificaciones de la normativa educativa universitaria, su contexto y repercusión en la opinión pública, la polémica que rodeaba su aplicación y las causas que motivaban su derogación. Todo ello, además, en relación muy específica con estas dos etapas iniciales del definitivo asentamiento legislativo del institucionismo que tuvieron lugar durante el cambio de siglo, ya que la normativa sobre el examen de ingreso en la Universidad se extendió precisamente de septiembre de 1898 a abril de 1902.
Para perfilar las vicisitudes de este primer intento de selectividad universitaria, tres han sido las fuentes utilizadas en este trabajo: las consideraciones vertidas por los intelectuales sobre el examen de ingreso universitario; la legislación generada al respecto; y, por último, las reacciones de la prensa, tanto política como de distintos sectores profesionales, frente al examen.

## Antes de la reforma de 2010

### Asignaturas comunes
1. Lengua castellana y literatura
2. Lengua extranjera (la más común es el inglés, y con mucha menos frecuencia hay francés, alemán, italiano y portugués)
3. Elegir entre historia de la filosofía e Historia de España (en Navarra, País Vasco y Cataluña se incluye la Historia de la Comunidad)
4. Gallego, catalán, valenciano y euskera son también asignaturas comunes en Galicia, Cataluña, Islas Baleares, Comunidad Valenciana y País Vasco y Navarra, respectivamente.

### Asignaturas específicas

#### Artes
1. Dibujo artístico
2. Historia del arte
3. Elección entre: Técnicas de expresión gráfico-plásticas, Imagen, Fundamentos del Diseño o Dibujo técnico II

#### Letras
1. Latín II
2. Historia del arte
3. Elección entre: Historia del Arte, Griego II, Literatura universal, o Historia de la filosofía

#### Ciencias técnicas
1. Matemáticas II
2. Física
3. Elección entre: Química, Dibujo técnico II, Tecnología Industrial, Electrotecnia, Ciencias de la Tierra y del Medio Ambiente o Mecánica II

#### Ciencias de la salud
1. Química
2. Biología
3. Elección entre: Matemáticas II, Física o Dibujo Técnico II

#### Doble vía: Ciencias técnicas y de la salud
1. Matemáticas II
2. Física
3. Química
4. Biología

## Reforma de la selectividad en 2010
Desde el año 2009/2010 la nomenclatura acerca de PAU ha sido reformada por la nueva PAEG (Prueba Acceso a Estudios de Grado). Este cambio se debe a que ya no se estudia una licenciatura (máster universitario) sin pasar por una diplomatura (grado) primero. En el curso 2009/2010 se implantó un nuevo modelo de prueba para acceder a la universidad que consta de dos partes:

### Fase General (obligatoria)
Esta parte consta de cuatro ejercicios (cinco en caso de que la comunidad autónoma tenga lengua cooficial):
1. Lengua española y literatura.
2. Lengua extranjera. Se podrá elegir entre alemán, francés, inglés, italiano y portugués.
3. Historia de España o Historia de la Filosofía, a elección del alumno.
4. Una asignatura de modalidad de segundo de Bachillerato, a elección del alumno (es indiferente si se ha cursado o no), son Matemáticas II, Matemáticas aplicadas a las ciencias sociales II, Latín II y Fundamentos del Arte.
5. Lengua cooficial y literatura, en el caso del euskera, catalán, valenciano y gallego.

Cada uno de los ejercicios de la fase general se califica entre 0 y 10 puntos con dos cifras decimales y la calificación total será la media aritmética de todos los ejercicios expresada en forma numérica de 0 a 10 puntos con tres cifras decimales. Para aprobar es necesario obtener una nota igual o superior a 5 como resultado de la media ponderada del 60% de la nota media de Bachillerato y el 40% de la calificación de la fase general, siempre que se haya obtenido en esta fase general al menos un 4. Una vez aprobada, la validez de esta calificación es indefinida.

### Fase Específica (voluntaria)
Los exámenes son sobre materias de modalidad y se puede elegir cuantos ejercicios se realizarán, pero hasta un máximo de cuatro y sólo contarán las notas de un máximo de dos materias. En esta fase se puede obtener un máximo de 4 puntos y las asignaturas a elegir dependerán de la rama escogida en bachillerato y estarán relacionadas con la rama del conocimiento de la titulación a la que se desee acceder y que, según la carrera y la facultad escogidas, tendrá una relación con la puntuación, ya que para la nota de admisión cada universidad puede aumentar la ponderación de las materias consideradas prioritarias utilizando parámetros de ponderación de hasta un máximo de 0,2 a la nota obtenida.
Esta fase es, a su vez, voluntaria para aquellos alumnos de CFGS (ciclos formativos de grado superior) con el fin de incrementar su nota.
Aunque de carácter voluntario, esta fase es de gran importancia para incrementar la puntuación total en la PAU, y se convierte en casi imprescindible para poder acceder a la mayoría de las enseñanzas universitarias oficiales de Grado con límite de plazas.
La validez de las notas de la fase específica caducan a los 2 años.
Además hay que tener en cuenta que hay asignaturas de las que el alumnado ya no se puede examinar, dependiendo de las normas de la comunidad autónoma en la cual tiene lugar el examen. Por ejemplo, en la comunidad de Castilla y León, ya no está permitido examinarse de Tecnología Industrial II, Electrotecnia o Mecánica.

### Cálculo de la nota de admisión
Para la admisión a las enseñanzas universitarias oficiales de Grado con límite de plazas, esto es, en las que el número de solicitudes sea superior al de plazas ofertadas, las universidades públicas españolas utilizarán para la adjudicación de las plazas la nota de admisión que corresponda, que se calculará con la siguiente fórmula, expresada con tres cifras decimales, redondeada a la milésima más próxima:
En el caso de Bachillerato:
En el caso de Ciclos Formativos de Grado Superior:
donde:
- NMB es la nota media del Bachillerato.
- CFG es la calificación de la fase general.
- CAU es la calificación de acceso a la universidad.
- NMC es la nota media del ciclo formativo.
- M1 y M2 son las calificaciones de un máximo de dos materias superadas de la fase específica que proporcionen mejor nota de admisión.
- a y b son parámetros de ponderación de las materias de la fase específica.

La nota de admisión incorporará las calificaciones de las materias de la fase específica en el caso de que dichas materias estén adscritas a la rama de conocimiento del título al que se quiera ser admitido (Artes y Humanidades, Ciencias, Ciencias de la Salud, Ciencias Sociales y Jurídicas, Ingeniería y Arquitectura). El parámetro de ponderación (a o b) de las materias de la fase específica será igual a 0,1 si se considera que la materia es relevante al grado, e igual a 0,2 en aquellas materias que se consideren idóneas para el estudio del grado.

### Ejemplo
Si un estudiante de bachillerato tiene una NMB igual a 9,5 y obtiene en la fase general una nota de 9,8 su nota de admisión será:
Si otro estudiante tiene una NMB de 6,5, una nota en la fase general de 7,3, y dos notas de 7 en la fase específica con ponderaciones de 0,2, su nota de admisión también será:

### Reclamaciones y dobles correcciones
Una vez publicadas las notas del alumno, tiene un plazo de tres días para solicitar una reclamación o una doble corrección.
- Reclamación: En la reclamación no se vuelve a corregir el examen, solo se revisa que se ha calificado todo el examen y que se ha sumado correctamente toda la prueba, es decir, se hace una revisión del proceso de calificación. En esta fase la nota nunca puede bajar.
- Doble corrección: En la doble corrección un profesor distinto al que corrigió la Prueba de Acceso a la Universidad lleva a cabo una nueva corrección. En caso de que supere más de dos puntos la primera, un tercer especialista realizará una nueva corrección. La nota final es la media aritmética de las dos o tres calificaciones obtenidas.

## Reforma de la Prueba de Acceso a la Universidad
En julio de 2022 el gobierno presentó un nuevo modelo de selectividad «más competencial y menos memorística» para la evaluación de la madurez académica. La propuesta del ministerio plantea una prueba más acorde con el nuevo Bachillerato de la 'Ley Celaá' (la Lomloe), que entrará en vigor de forma gradual en el curso 2024-25 y se completará en el curso 2026/27.
En junio de 2025 se aplicó por primera vez la nueva estructura de la Prueba de Acceso a la Universidad (PAU), retomando oficialmente esa denominación en sustitución de EBAU (Evaluación del Bachillerato para el Acceso a la Universidad). El cambio fue formalizado mediante el Real Decreto 534/2024, de 11 de junio, con el objetivo de unificar el nombre y las características de la prueba a nivel estatal, dejando atrás denominaciones alternativas como PEvAU o ABAU empleadas en diversas comunidades autónomas.
Entre las principales novedades introducidas se encuentra una mayor orientación competencial en los ejercicios. La estructura de los exámenes pasó a estar compuesta por un único modelo por materia, aunque con opciones internas, y con predominio de preguntas abiertas y semiconstruidas (al menos el 70 % de la puntuación), frente a las preguntas cerradas (máximo del 30 %). Asimismo, entre el 20 % y el 25 % de la calificación se basa en el desarrollo de competencias como el pensamiento crítico o el análisis de situaciones, en lugar de la mera reproducción memorística de contenidos. Se establecieron además criterios comunes de corrección a nivel nacional, incluyendo penalizaciones por errores ortográficos o gramaticales, y un procedimiento de triple corrección en caso de discrepancias superiores a dos puntos entre evaluadores.

## Adjudicaciones según la preferencia admitida
Los solicitantes deben de interactuar con el sistema en línea ya que se recibe una confirmación del proceso. Si se desea modificar la titulación de mayor preferencia, se podrá incluir nuevas peticiones que se atenderán siempre y cuando sobren plazas. En este caso no se tendrá que volver a realizar la matrícula, sino reservar una plaza.
|                                                | Plazos de matrícula o reserva | Plazos exclusivamente de matrícula |
| ---------------------------------------------- | --- | --- |
| Preferencia                                    | 1.ª, 2.ª y 3.ª adjudicación de la primera fase 1.ª adjudicación de la segunda fase | 4.ª adjudicación de la primera fase 2.ª adjudicación de la segunda fase Cualquier plazo de resulta |
| Admitido en primera preferencia                | Se debe matricular en la carrera asignada. En caso contrario quedará excluido del proceso en aquellas titulaciones en las que haya lista de espera. | Deben matricularse en la carrera asignada. |
| Admitido en la segunda preferencia o sucesivas | Se debe reservar, hacer desistimiento o matricularse en la carrera asignada: * Si se reserva, se mantiene la plaza y en su caso se podrá mejorar en la siguiente adjudicación. * Si se desiste en alguna petición, se perderán los derechos sobre las mismas. * Si se matricula, quedarán fijas en esa situación. Si no se hace ninguna de las tres opciones anteriores, se pierde el derecho a obtener plaza en las titulaciones con la lista de espera. | Se debe matricular en la carrera asignada, en otro caso se perderá la plaza. Se debe de confirmar el deseo de seguir participando en las listas de espera en todas aquellas titulaciones de mejor preferencia en las que se siga interesado. |
| En lista de espera de todas las peticiones     | Se debe confirmar el deseo de participar en las listas de espera y en la siguiente adjudicación. Si la nota de admisión es suficiente, se obtendrá plaza en la mejor de las peticiones. | Se debe confirmar el deseo de seguir participando en las listas de espera en todas aquellas titulaciones de mejor preferencia en las que se siga interesado.                                                                                 |

## Estadísticas

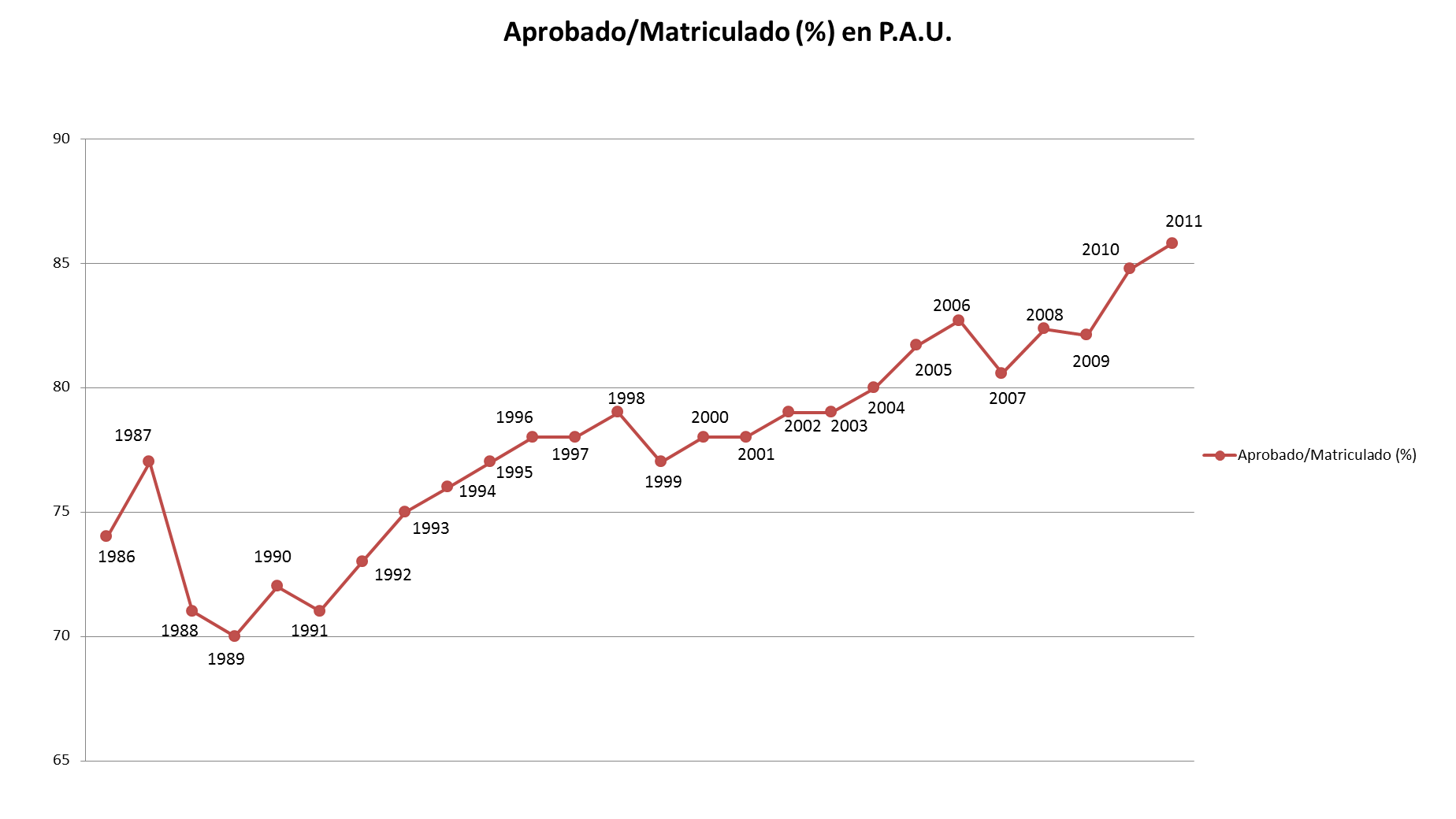
Número de personas que han superado la prueba

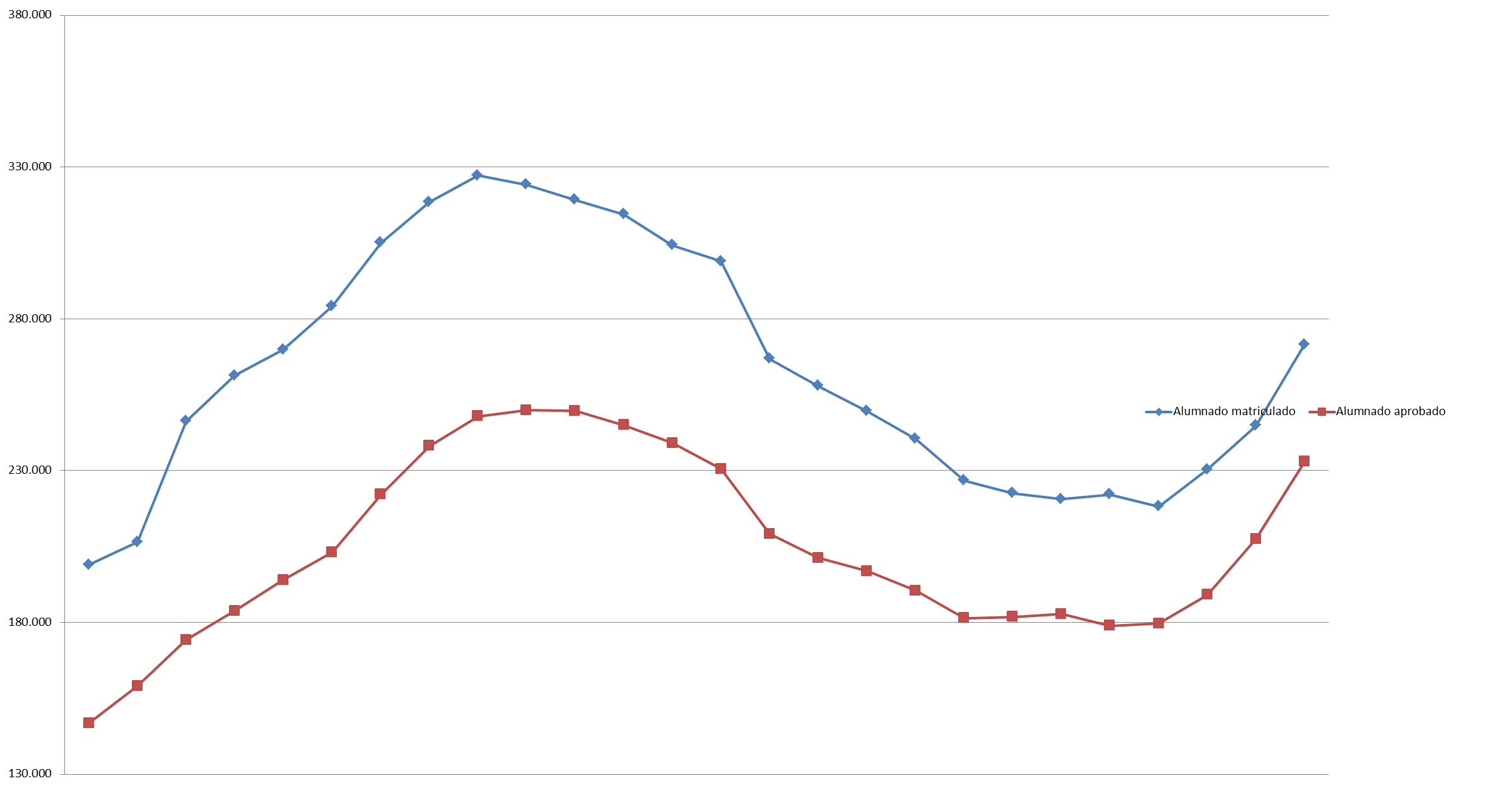
Alumnos presentados y aprobados hasta 2011.

| Año  | Alumnos presentados | Alumnos que han superado la prueba | % de aprobados |
| ---- | ------------------- | ---------------------------------- | -------------- |
| 1986 | 198.957             | 146.834                            | 74             |
| 1987 | 206.425             | 159.082                            | 77             |
| 1988 | 246.420             | 174.253                            | 71             |
| 1989 | 261.325             | 183.837                            | 70             |
| 1990 | 269.789             | 194.006                            | 72             |
| 1991 | 284.171             | 203.131                            | 71             |
| 1992 | 305.084             | 222.138                            | 73             |
| 1993 | 318.413             | 238.177                            | 75             |
| 1994 | 327.220             | 247.902                            | 76             |
| 1995 | 324.148             | 249.901                            | 77             |
| 1996 | 319.159             | 249.714                            | 78             |
| 1997 | 314.394             | 245.035                            | 78             |
| 1998 | 304.256             | 239.020                            | 79             |
| 1999 | 298.892             | 230.512                            | 77             |
| 2000 | 266.796             | 209.133                            | 78             |
| 2001 | 257.858             | 201.208                            | 78             |
| 2002 | 249.552             | 196.887                            | 79             |
| 2003 | 240.373             | 190.387                            | 79,20          |
| 2004 | 226.743             | 181.348                            | 79,98          |
| 2005 | 222.594             | 181.830                            | 81,69          |
| 2006 | 220.954             | 182.698                            | 82,69          |
| 2007 | 222.086             | 178.933                            | 80,57          |
| 2008 | 218.150             | 179.662                            | 82,36          |
| 2009 | 230.316             | 189.098                            | 82,10          |
| 2010 | 244.737             | 207.464                            | 84,77          |
| 2011 | 271.499             | 232.957                            | 85,80          |
| 2012 | 278.878             | 240.950                            | 84,60          |
| 2013 | 270.435             | 234.305                            | 86,64          |